# Bàu Sấu
Bàu Sấu là một khu đất ngập nước thuộc vườn quốc gia Cát Tiên là khu vực có tầm quan trọng quốc tế thứ 1499 của thế giới theo danh sách Ramsar đồng thời là khu Ramsar thế giới thứ hai của Việt Nam.
Vùng đất ngập nước Bàu Sấu và các vùng đất ngập nước theo mùa của vườn quốc gia Cát Tiên có diện tích 13.759 ha, bao gồm 5.360 ha đất ngập nước theo mùa và 151 ha đất ngập nước quanh năm. Còn lại là các diện tích thấp hơn 115 m so với mặt nước biển. Toàn bộ hệ đất ngập nước Bàu Sấu nằm ở vị trí trung tâm khu Nam Cát Tiên, vườn quốc gia Cát Tiên (huyện Tân Phú, tỉnh Đồng Nai). 
Vào khoảng năm 2000 một dự án tái thả Cá sấu Xiêm được thực hiện tại đây với số lượng cá thể tăng Theo từng năm ( năm 2013 có 92 cá thể năm 2019 có gần 300 cá thể) với số lượng cá thể tăng Theo từng năm thì cá sấu xiêm sẽ nhanh chóng được phục hồi 
Vùng đất ngập nước Bàu Sấu được công nhận vào danh sách Ramsar càng khẳng định giá trị và ý nghĩa của công tác bảo tồn đa dạng sinh học ở Việt Nam, tạo điều kiện thuận lợi hơn để tiếp tục phát huy các thành quả bảo tồn tài nguyên thiên nhiên và phát triển cộng đồng, phát huy các lợi ích về bảo vệ môi trường, về khoa học, gắn liền với các lợi ích về kinh tế, văn hoá và xã hội.